# Driehoeksmossel
De driehoeksmossel (Dreissena polymorpha) is een zoetwaterschelp.

## Beschrijving

### Schelpkenmerken
De schelp is langgerekt met de umbo vrijwel geheel aan de voorkant. De vorm is onregelmatig driehoekig. Van de umbo naar de onderkant loopt parallel aan de rechte zijde een kiel.
Rechter en linker klep van hetzelfde exemplaar:

Rechter klep
Linker klep

### Afmetingen van de schelp
- Lengte: 40 mm. Bij uitzondering tot 50 mm.
- Breedte: 20 mm.
- Diameter: 24 mm.

### Voortplanting
De voortplanting is geslachtelijk; er zijn dus mannetjes en vrouwtjes. Zowel de eitjes als het zaad vinden elkaar in het open water. De larven doorlopen een aantal stadia waarin ze zich voeden met bacteriën en algen. Na ongeveer een maand zetten ze zich vast op een substraat (Gittenberger et al., 1998).

### Habitat en levenswijze
De driehoeksmossel is een filteraar. De soort leeft in grote meren, rivieren, en kleinere bewogen wateren en heeft zuurstofrijk water nodig. Met byssusdraden kunnen ze zich hechten aan een harde ondergrond. Hierdoor zitten ze vaak samen op een kluitje op een steen of op een Zwanenmossel.
Op de driehoeksmossel verstopt zich vaak een andere exoot, de Pontokaspische vlokreeft. Deze vlokreeft heeft een tekening die een uitstekende camouflage vormt als hij op een driehoeksmossel zit.

### Areaal
In Europa is de driehoeksmossel een algemene schelpensoort. In Nederland en België algemeen. De soort is zeer algemeen in het IJsselmeer. Zie ook hieronder bij 'Herkomst' en 'Exoot'.

### Fossiel voorkomen
In West-Europa niet als fossiel bekend. De soort is wel fossiel gemeld uit Pleistocene afzettingen van Noordwest-Europa. Dit zijn echter vrijwel zeker allemaal vergissingen gebaseerd op 'verontreiniging' van fossiele fauna's met in de omgeving levende exemplaren. De enige Nederlandse melding van een Pleistoceen fossiel van deze soort komt uit een boring bij het voormalige eiland Schokland in het IJsselmeer (Tesch, 1951). Materiaal van deze vondst is echter niet bewaard gebleven. Omdat de driehoeksmossel tegenwoordig in het IJsselmeer zeer algemeen voorkomt en bovendien nog nooit gemeld was uit de zeer goed onderzochte lagen van het Tiglien, staat het wel vrijwel vast dat het hier om spoelwater verontreiniging van de boring gaat. Meijer (1990) beschouwt deze soort dan ook als afwezig in Nederlandse Pleistocene afzettingen.

### Herkomst
De oorspronkelijke verspreiding van de driehoeksmossel ligt in zuidoost Rusland, in rivieren die afwateren naar de Zwarte en de Kaspische Zee.

## Verhouding tot de mens

### Exoot
Dreissena polymorpha heeft West-Europa pas kunnen bereiken na het graven van veel verbindingskanalen tussen rivieren in Midden- en Oost-Europa in de 19e eeuw. "De oudste opgave voor Nederland is te vinden bij Waardenburg (1827), die ze vermeldt als Mytilus lineatus (...). in het Haarlemmermeer, in den Rhijn en in de Lee bij Leyden (...) Vele waterleidingbedrijven ondervinden grooten hinder van Dreissena-aangroei (...). In enorme hoeveelheden kunnen de dieren zich vasthechten in de transportleidingen van het ruwe ongefilterde water" (Van Benthem Jutting, 1943).
De driehoeksmossel komt sinds 1988 ook in Amerikaanse wateren voor; hij verdringt daar de inheemse mosselen en richt schade aan bij schepen en koelwaterinstallaties.

### Ecologische betekenis
De driehoeksmossel kan een belangrijke voedselbron zijn voor vogels als de kuifeend. De dieren voeden zich door het water te filteren. Doordat de soort vaak massaal voorkomt kan zij een bijdrage leveren aan het verwijderen van in het water zwevend materiaal.